# Neivamyrmex legionis
Neivamyrmex legionis é uma espécie de formiga do gênero Neivamyrmex.